# لطفا دور نزنیم
لطفاً دور نزنیم مجموعه‌ای تلویزیونی به کارگردانی مهدی مظلومی می‌باشد که در ۱۵ قسمت ۴۵ دقیقه‌ای در سال ۱۳۸۸ از شبکه تهران پخش شد. این سریال از جمله سریال‌هایی است که با هدف فرهنگ‌سازی ترافیکی ساخته شده است.

## خلاصه داستان
شخصیت اصلی «لطفا دور نزنیم» پیرمرد ۷۰ ساله‌ای است که ازدواج نکرده و هیچ بچه‌ای هم ندارد ولی ۴ تا برادرزاده دارد که آنها را مثل بچه‌هایش دوست دارد.
او که به مسافرت علاقه زیادی دارد، خیلی از شهرهای ایران را گشته ولی به وسایل نقلیه اعتماد ندارد و به طرق مختلف از آنها دوری می‌کند، چون همه اجدادش از زمان ارابه تا حال که وسایل نقلیه جدید و مدرن به بازار عرضه شده، بر اثر تصادف با وسایل نقلیه مختلف جان به جان‌آفرین تسلیم کرده‌اند.
برای همین او پای پیاده به مسافرت می‌رود و همین مشکلات مختلفی را برای او و همراهانش به وجود می‌آورد. نقش این آدم خاص و منحصر به فرد یعنی سیف‌الله خان را محمد کاسبی بازی می‌کند و بقیه هم بازیگر نقش‌های دیگر کار یعنی اردشیر، اصغر، گلنوش، داراب، ناهید، کامیار، سیمین، سهیلا و… هستند.

## بازیگران
| بازیگر           | نقش                    | توضیحات نقش              |
| ---------------- | ---------------------- | ------------------------ |
| محمد کاسبی       | سیف‌الله خان قلی‌شمیرانی | بزرگ خانواده قلی‌شمیرانی  |
| مهران رجبی       | اردشیر                 | همسر ناهید               |
| محمدرضا هدایتی   | اصغر باغ‌آبادی          | عاشق و همسر گلنوش        |
| آناهیتا همتی     | گُلنوش قلی‌شمیرانی       | همسر اصغر                |
| بهزاد رحیم‌خانی   | داراب قلی‌شمیرانی       | عموی گلنوش               |
| زهره حمیدی       | ناهید قلی‌شمیرانی       | عمه‌ی گلنوش               |
| جواد عزتی        | کامیار                 | پسر اردشیر و ناهید       |
| نعیمه نظام‌دوست   | سیمین                  | کارگر خانه قلی‌شمیرانی ها |
| ویدا شهشهانی     | سهیلا                  | مادر گلنوش               |
| نوشین نادعلیزاده | شیرین                  | همسر داراب               |
| کیانوش گرامی     | داور                   | نوچه اردشیر              |
| زهره صفوی        | ننه بلقیس              | مادر اصغر                |
| فریده دریامج     | خانم صافی              | کارآموز رانندگی ناهید    |